# Erzsébeti TC
O Erzsébeti Torna Club foi um clube de futebol húngaro da cidade de Pesterzsébet, em Budapeste.

## História
O Erzsébeti Torna Club estreou na temporada 1925-26 do campeonato húngaro e terminou em nono.

## Mudanças de nome
- 1907-1924: Erzsébetfalvi Torna Club
- 1924: Erzsébetfalva se torna uma cidade com o nome de Pesterzsébet
- 1924-1926: Erzsébeti Torna Club
- 1926-1927: Pesterzsébet Labdarúgó Szövetség
- 1927-1928: Pesterzsébet Futball Szövetkezet
- 1928: fusão com o Húsos FC
- 1929-1931: Erzsébeti Torna Club
- 1931-1935: Erzsébeti TC FC
- 1935: fusão com o Soroksár FC
- 1935-1938: Erzsébet FC
- 1938: aquisição pelo Lampart FC
- 1938-1944: Erzsébeti Torna Club
- 1945-1945: Erzsébeti MaDISz
- 1945: fusão com Soroksári MaDISz
- 1945: fusão com a Erzsébeti Barátság
- 1945-1947: Erzsébeti Barátság
- 1947-1949: Erzsébeti TC
- 1949-1949: Egyenruházati KTSz
- 1949-1951: Egyenruházati NV SE
- 1949: fusão com Pesterzsébet-Soroksárújfalu
- 1951-1952: Vörös Meteor Füszért SK
- 1952: departamento de futebol dissolvido e fusão com o XX. ker. Petőfi
- 1952-1955: XX. ker. Petőfi
- 1955-1957: XX ker. Bástya
- 1957-?: Erzsébeti TC
- ?-1960: Pesterzsébeti Petőfi SC
- 1960-1973: Erzsébeti Spartacus
- 1973: fusão com o Erzsébeti Spartacus MTK L